# Summer Snow (ELEKITER ROUND 0のアルバム)
「Summer Snow」（サマースノウ）は、ELEKITER ROUND 0の3枚目のミニアルバム。2012年6月20日にマリン・エンタテインメントから発売された。

## 概要
初回限定盤、通常盤ともにボーナストラックとしてデュエット曲のソロバージョンを収録。
初回限定盤にはPVとメイキング映像を収録したDVDが同梱されている。

## 収録曲
1. Summer Snow [4:12]
作詞・作曲・編曲：紗希
2. 少女と箱の唄 [7:18]
作詞：立花慎之介、作曲・編曲：西岡和哉
3. 二つの雫-namida- [4:48]
作詞：日野聡、作曲・編曲：西岡和哉
4. 戀隠れ 戀乱れ [3:45]
作詞：こだまさおり、作曲・編曲：豊田リョウジ
  - オリジナルドラマCD「戀々」イメージソング

DVD
- 初回限定盤のみに同梱。

1. Summer Snow（PV、メイキング）